# Xiantang, Guangdong
Xiantang (kinesiska: 仙塘) är en köping i sydöstra Kina. Den ligger i Dongyuan härad i staden Heyuan i provinsen Guangdong, omkring 170 kilometer nordost om provinshuvudstaden Guangzhou. Antalet invånare är 65 491. Befolkningen består av 31 154 kvinnor och 34 337 män. Barn under 15 år utgör 16,0 %, vuxna 15-64 år 78 %, och äldre över 65 år 4,0 %.